# Гладстон ЗПГ
Гладстон ЗПГ — завод із зрідження природного газу на північно-східному узбережжі Австралії, у штаті Квінсленд. Для розміщення об`єкту обрали витягнутий уздовж материка на 80 км та відділений від нього неширокою затокою острів Кертіс, де в середині 2010-х років спорудили одразу три заводи зі зрідження – окрім зазначеного, також Австралія-Пасіфік ЗПГ та  Квінсленд-Кертіс ЗПГ.
Завод складається із двох виробничих ліній загальною потужністю 7,8 млн т ЗПГ (10,9 млрд м3). Введення першої ліні] відбулось в кінці 2015 року, друга запрацювала через півроку.
Для зберігання продукції призначені два резервуари об'ємом по 140 000 м3. Причальний комплекс заводу розташований в кінці естакади довжиною 400 метрів. Глибина біля причалу складає 13 метрів, що дозволяє обслуговувати газові танкери вантажоємністю до 220 000 м3 та довжиною до 370 метрів.
Щоб забезпечити захід газовозів до трьох заводів ЗПГ реалізували днопоглиблювальний проект Western Basin Dredging and Disposal Project, над яким працювали землесосний снаряд "Rotterdam" та фрезерні земснаряди "Al Mahaar", "Castor" і "Athena". Всього було вилучено 22 млн м3 грунту.
Сировинною базою проекту став метан вугільних пластів басейну Сурат, для доставки якого на узбережжя проклали трубопровід Ферв'ю – Кертіс-Айленд. Також існують плани використання ресурсу метану вугільних пластів басейну Боуен.
Власниками заводу є австралійська Santos (30 %, оператор), малайзійська Petronas і французька Total (по 27,5 %), а також південнокорейська KOGAS (15 %).